# NGC 7393
NGC 7393 је спирална галаксија у сазвежђу Водолија која се налази на NGC листи објеката дубоког неба.
Деклинација објекта је - 5° 33' 26" а ректасцензија 22h 51m 38,2s. Привидна величина (магнитуда) објекта NGC 7393 износи 12,9 а фотографска магнитуда 13,6. NGC 7393 је још познат и под ознакама MCG -1-58-2, VV 68, ARP 15, PGC 69874.